# ドラフト会議 (MLS)
メジャーリーグサッカーのドラフト会議(MLS Draft)は、メジャーリーグサッカー（MLS）の各クラブが新人戦選手のために行う会議である。

## 歴史
MLSは北米サッカーリーグ（NASL）が、有力選手の特定クラブへの集中に伴う破綻からの反省を踏まえ、北米4大プロスポーツリーグで採用されているドラフト制度を導入した。
1996年の発足に当たり、初回分配ドラフト（いわゆる「スター選手」を4人まで）と初回ドラフト（主に既存チーム所属選手）、大学生ドラフト（大卒新人選手）、そして追加ドラフト（サプリメンタルドラフト）によって初年度選手が決定した。
1997年以降は大学生ドラフトと追加ドラフトの2本立てとなっていたが、2000年からはこれまでの大学生ドラフトを大卒新人以外にも拡張した「スーパードラフト」が開始された。それに伴い追加ドラフトは一度廃止されたが、2003年に復活し、2004年は休止するものの2005年より再び行われている。

## 概要

### スーパードラフト
スーパードラフトでは、各クラブが4巡まで指名を行う事ができる。スーパードラフトで指名されると自動的にプロ契約となる。

### 追加ドラフト
追加ドラフトではスーパードラフトで指名されなかった選手から、各クラブが4巡まで指名できる。先ずはチームキャンプに合流し、シーズン開幕までにロースター登録の28名に入る必要があり、さらにその中から絞られた18名にのみMLSのサラリーキャップ300万ドルの配分を受けられ、残りの10名はデベロップメンタル・プレーヤーとして、リザーブリーグでトップ昇格を目指す。

### 拡張ドラフト
拡張ドラフトは、MLSに新規参入するチームがあった場合に、そのチームに選手を分配する目的で開催される。対象チームは各チームのプロテクトリストから外れた選手を最大5人指名できる。

### 再エントリードラフト
再エントリードラフトは、現在どのチームとも契約していない選手、または現在のチームによって契約延長しないことが発表された選手が対象となる。2回のステージに分かれており、それぞれ各チーム1回の指名権を持つ。